# Akrobatické lyžování na Zimních olympijských hrách 1992
Akrobatické lyžování na olympiádě v Albertville proběhlo v Tignes, které se nachází 85 km od Albertville.

## Program
| Den   | Datum          | Závod                                |
| ----- | -------------- | ------------------------------------ |
| den 2 | 9. února 1992  | balet muži – kvalifikace             |
| den 2 | 9. února 1992  | balet ženy – kvalifikace             |
| den 3 | 10. února 1992 | balet muži – finále                  |
| den 3 | 10. února 1992 | balet ženy – finále                  |
| den 5 | 12. února 1992 | jízda v boulích muži – kvalifikace   |
| den 5 | 12. února 1992 | jízda v boulích ženy – kvalifikace   |
| den 6 | 13. února 1992 | jízda v boulích muži – finále        |
| den 6 | 13. února 1992 | jízda v boulích ženy – finále        |
| den 8 | 15. února 1992 | akrobatické skoky muži – kvalifikace |
| den 8 | 15. února 1992 | akrobatické skoky ženy – kvalifikace |
| den 9 | 26. února 1992 | akrobatické skoky muži – finále      |
| den 9 | 26. února 1992 | akrobatické skoky ženy – finále      |

## Medailové pořadí zemí
| Pořadí | Země                         | Zlato | Stříbro | Bronz | Celkově |
| ------ | ---------------------------- | ----- | ------- | ----- | ------- |
| 1.     | Francie (FRA)                | 1     | 1       | 0     | 2       |
| 2.     | Spojené státy americké (USA) | 1     | 0       | 1     | 2       |
| 3.     | Sjednocený tým (EUN)         | 0     | 1       | 0     | 1       |
| 4.     | Norsko (NOR)                 | 0     | 0       | 1     | 1       |
|        | Celkem                       | 2     | 2       | 2     | 6       |

## Medailisté

### Muži
| Disciplína      | Zlato                           | Výkon | Stříbro                          | Výkon | Bronz                                            | Výkon |
| --------------- | ------------------------------- | ----- | -------------------------------- | ----- | ------------------------------------------------ | ----- |
| jízda v boulích | Edgar Grospiron · Francie (FRA) | 25,81 | Olivier Allamand · Francie (FRA) | 24,87 | Nelson Carmichael · Spojené státy americké (USA) | 24,82 |

### Ženy
| Disciplína      | Zlato                                              | Výkon | Stříbro                                         | Výkon | Bronz                                  | Výkon |
| --------------- | -------------------------------------------------- | ----- | ----------------------------------------------- | ----- | -------------------------------------- | ----- |
| jízda v boulích | Donna Weinbrechtová · Spojené státy americké (USA) | 23,69 | Jelizaveta Koževnikovová · Sjednocený tým (EUN) | 23,50 | Stine Lise Hattestadová · Norsko (NOR) | 25,81 |

## Ukázkové soutěže

### Muži
| Disciplína        | 1. místo                        | Výkon  | 2. místo                        | Výkon  | 3. místo                                  | Výkon  |
| ----------------- | ------------------------------- | ------ | ------------------------------- | ------ | ----------------------------------------- | ------ |
| akrobatické skoky | Philippe LaRoche · Kanada (CAN) | 237,47 | Nicolas Fontaine · Kanada (CAN) | 228,88 | Didier Méda · Francie (FRA)               | 219,44 |
| balet             | Fabrice Becker · Francie (FRA)  | 28,15  | Rune Kristiansen · Norsko (NOR) | 28,00  | Lane Spina · Spojené státy americké (USA) | 27,40  |

### Ženy
| Disciplína        | 1. místo                            | Výkon  | 2. místo                          | Výkon  | 3. místo                                         | Výkon  |
| ----------------- | ----------------------------------- | ------ | --------------------------------- | ------ | ------------------------------------------------ | ------ |
| akrobatické skoky | Colette Brandová · Švýcarsko (SUI)  | 157,51 | Marie Lindgrenová · Švédsko (SWE) | 155,10 | Elfie Simchenová · Německo (GER)                 | 153,94 |
| balet             | Conny Kisslingová · Švýcarsko (SUI) | 25,30  | Cathy Féchozová · Francie (FRA)   | 25,20  | Sharon Petzoldová · Spojené státy americké (USA) | 24,10  |